# Kacper Cieszkowski
Kacper Cieszkowski herbu Dołęga – uczestnik powstania kościuszkowskiego, major 5. Pułku Koronnego Przedniej Straży w 1793 roku.